# 오쿠토모 사아야
오쿠토모 사아야는 일본의 여자 성우이다.